# Pfarrkirche Steinakirchen am Forst

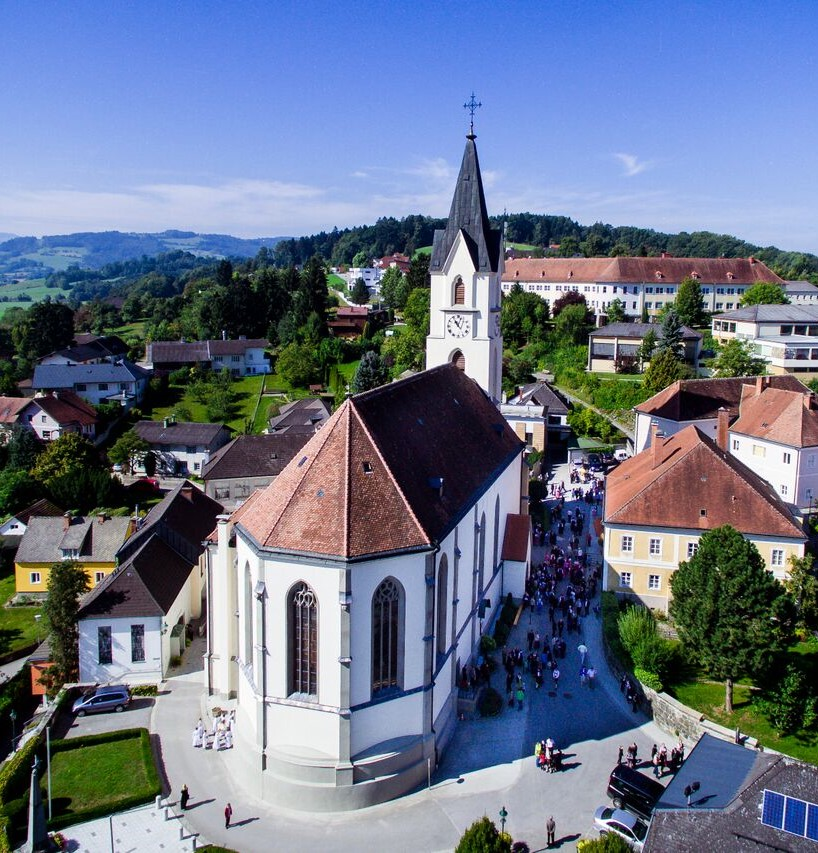
Pfarrkirche hl. Michael in Steinakirchen

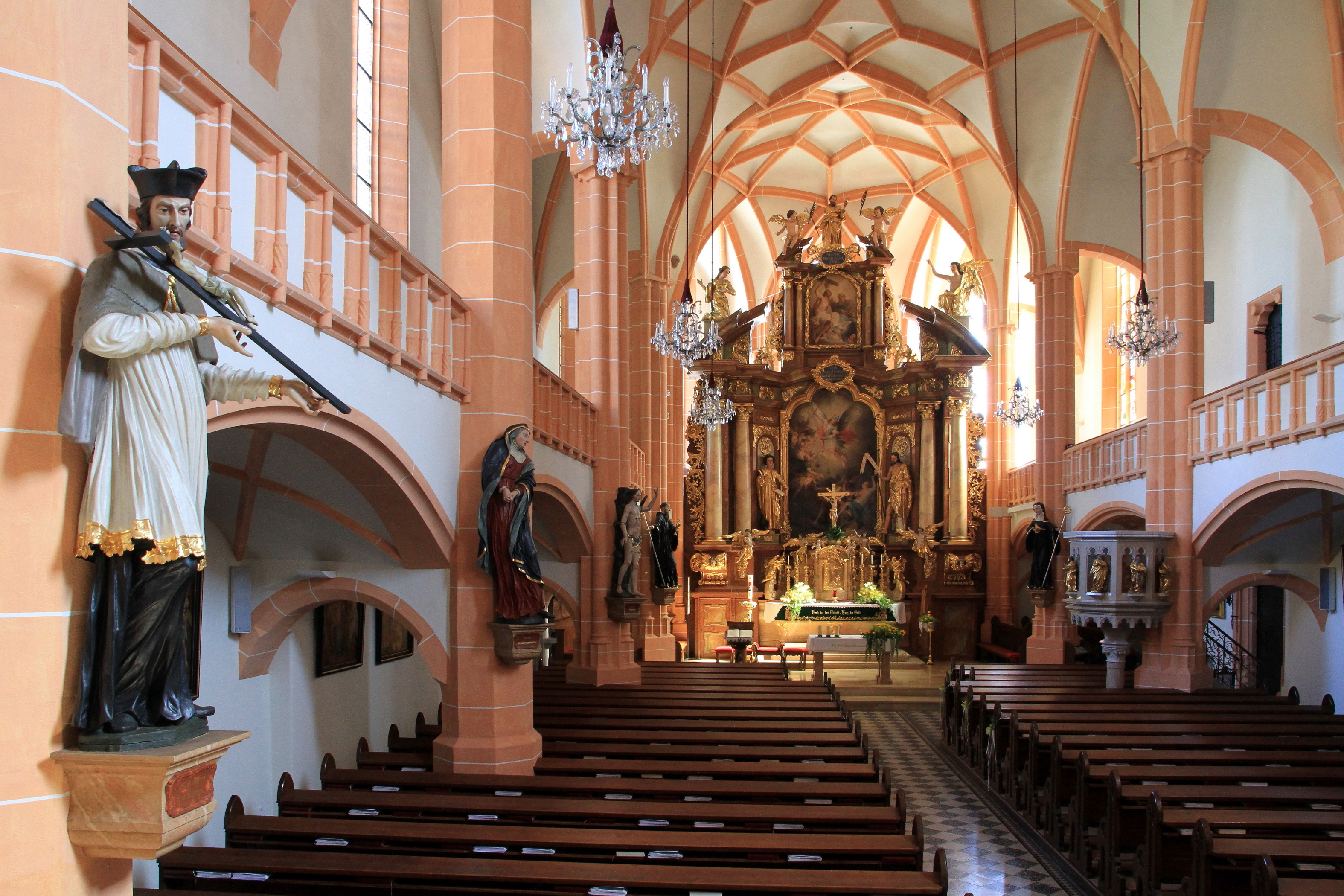
Innenansicht Richtung Hochaltar

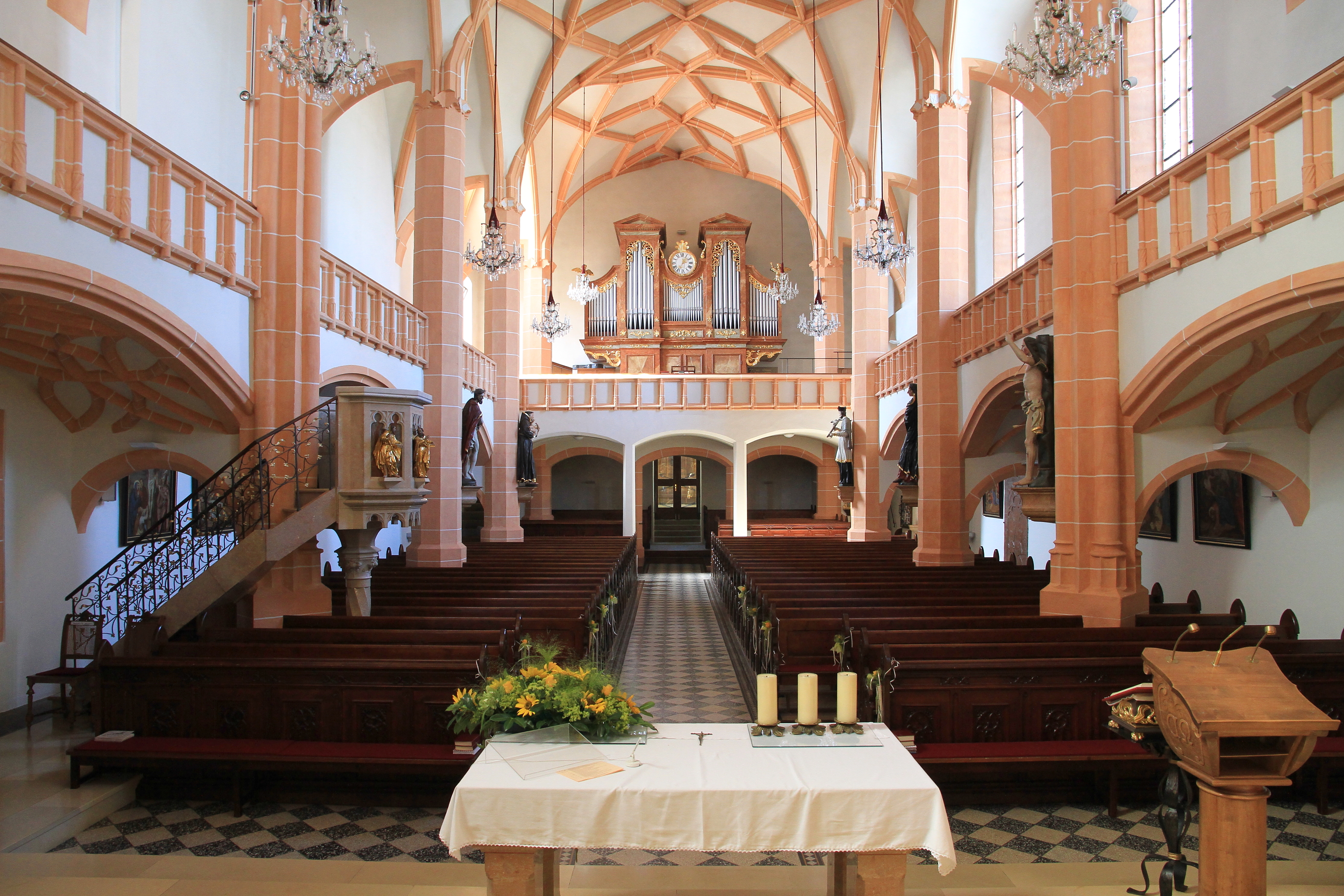
Blick Richtung Orgelempore

Die Pfarrkirche Steinakirchen am Forst steht im Ort Steinakirchen in der Marktgemeinde Steinakirchen am Forst im Bezirk Scheibbs in Niederösterreich. Die dem Patrozinium hl. Michael unterstellte römisch-katholische Pfarrkirche  gehört zum Dekanat Ybbs in der Diözese St. Pölten. Die Kirche steht unter Denkmalschutz (Listeneintrag).

## Geschichte
Bereits vor der Herrschaft des Stiftes Mondsee im Jahre 833 wird eine Kirche vermutet. Mit Urkunde von 976, 979 von Kaiser Otto II. unterfertigt, ist der Ort im Besitz von Regensburg. Um 1100 wird die Pfarre angenommen und 1107 an Mondsee inkorporiert. 1370 Stiftung einer Kapelle, dann Umbau, und Ende 15. Jahrhundert bis frühes 16. Jahrhundert Neubau nach einheitlichen spätgotischen Plänen. Von 1874 bis 1875 Neubau des Turmes, von 1878 bis 1879 Verbreiterung der Empore. Von 1905 bis 1912 Anbau einer neugotischen Eingangshalle. Von 1955 bis 1956 wird die 1905 entfernte barocke Einrichtung wieder hergestellt. 2015 wurde eine Außenrenovierung der Pfarrkirche vorgenommen.

## Architektur
Die Kirche steht auf einer teilweise angeschütteten Höhe ob dem Marktplatz auf dem Kirchenplatz. Durch die Hanglage hat die Kirche eine acht Meter hohe Substruktion und wirkt außen geschlossen, da die Kräfte durch feingliedrige Felder eines Netzrippengewölbes innen abgeleitet werden. Die allseits umlaufende Empore mit Nahe vor der Außenwand stehenden schlanken Pfeilern macht den Kirchenraum einzigartig. Als erste Kirche im deutschsprachigen Raum, Baubeginn 1421, mit statisch wirksamer voll umlaufender Empore, wird die Amberger Martinskirche angenommen, die damit auch Vorbild für spätere Kirchen in Sachsen war.
Das Kirchenäußere zeigt einen geschlossenen Kirchenbau ohne Choreinziehung unter einem einheitlichen Dach, einem umlaufenden Kaff- und Sockelgesims, mit zwei- und dreibahnigen Spitzbogenfenstern mit reichern Maßwerkvariationen, lisenenartigen Wandvorlagen mit Hochreliefs unter der Verdachung, Schweißtuch der Veronika, Wappenschild Kloster Mondsee, menschlicher Kopf, Tierkopf. Südseitig steht ein spätgotischer dreigeschoßiger Sakristeianbau unter einem Halbwalmdach, die Sakristei hat Kielbogenfenstern und eine Eisenplattentür um 1500, westlich anschließend steht der Anbau der zweigeschoßigen Marienkapelle mit einem abgewalmten Pultdach und Rundbogenfenstern. Nordseitig gibt es ein neugotisches Chorportal aus 1966 und ein Missionskreuz von Josef Schagerl senior 1921.
Das Kircheninnere zeigt ein spätgotisches dreischiffiges fünfeinhalbjochiges Langhaus mit einer allseits umlaufenden Empore und einem regelmäßigen Netzrippengewölbe, welches auf den nahe vor die Außenwand gestellten schlanken Freipfeilern anläuft, von der Kapitellen wird der Gewölbeschub über Schwibbogen an die Außenwand abgeleitet wird. Die zwischen den Pfeilern und der Außenwand eingespannte Empore ist umlaufend und ermöglicht einen Chorumgang, die segmentbogige Tonnenunterwölbungen zeigen sich mit angeputzten Netzgraten in Variationen von Zirkelschlägen. Die zwei Bauabschnitte mit einer Baufuge im dritten Joch zeigt sich durch differenzierte Details wie Pfeiler- und Kapitellformen und Rippenprofile. In den neugotischen Vorhallen gibt es je ein spätgotisches verstäbtes Schulterportal in Spitzbogennischen. Die chorseitige Sakristei ist über spätgotische Schulterportale mit Eisenplattentüren zugänglich, auf einem tonnengewölbten Untergeschoß stehen zweigeschoßig Sakristeien mit Kreuzgratgewölben, im Obergeschoß hat das Gewölbe Sternformationen und einen Mittelkreis aus Ziegelgraten um 1500. Daneben steht westlich die zweijochige Marienkapelle aus dem Ende des 17. Jahrhunderts, mit der Gewölbemalerei Maria Königin vom Maler Franz Pitza 1956.
Die Glasmalereien im Langhaus mit den Heiligen Johannes der Täufer und Maria Magdalena schuf die Oberösterreichische Glasmalereianstalt 1906. Die Glasmalereien im Chor mit Epiphanie und Pfingstwunder schuf Ostermann & Hartwein 1913.

## Orgel

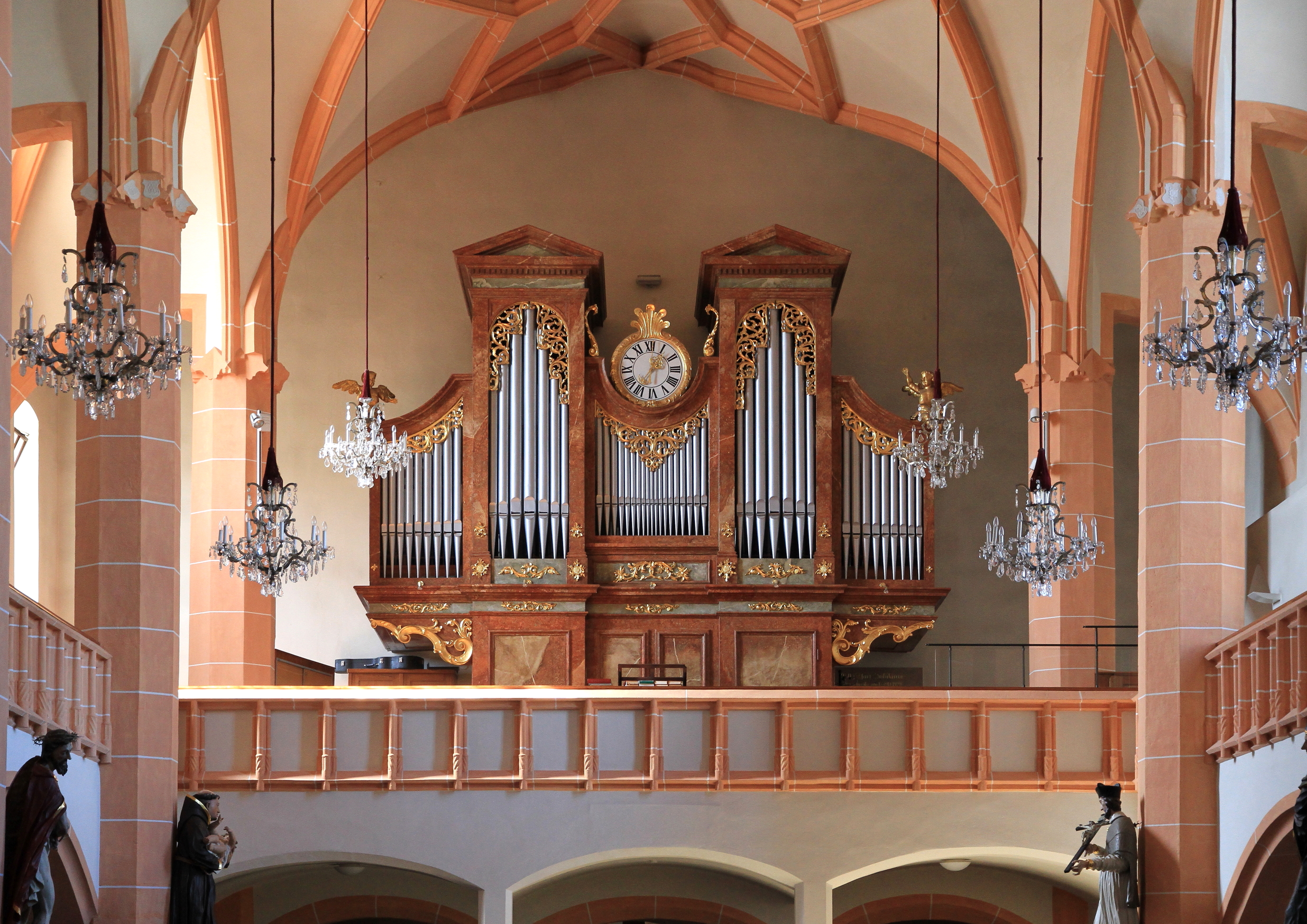
Orgelprospekt der Pfarrkirche

Bei einem Brand im Jahre 1866 wurde die Orgel beschädigt. Zunächst behalf man sich mit einem Harmonium, dann reparierte man die Orgel notdürftig. 1877/78 wurde beim Orgelbauer Josef Breinbauer in Ottensheim eine neue Orgel in Auftrag gegeben. Beim Transport fiel die Orgel bei Linz in die Donau, daher musste sie immer wieder repariert werden. Anlässlich des 950-jährigen Pfarrjubiläums 1929 wurde in das alte Gehäuse von der Firma Orgelbau Gebrüder Mauracher eine neue Orgel mit etwa 1450 Pfeifen eingebaut.